# Ben Holbrook
Ben Holbrook (Princeton, 20 de abril de 1974) es un deportista estadounidense que compitió en remo. Su esposa, Danika Harris, compitió en le mismo deporte.
Ganó dos medallas en el Campeonato Mundial de Remo entre los años 1995 y 2000.

## Palmarés internacional
| Campeonato Mundial | Campeonato Mundial  | Campeonato Mundial | Campeonato Mundial |
| Año                | Lugar               | Medalla            | Prueba             |
| ------------------ | ------------------- | ------------------ | ------------------ |
| 1995               | Tampere (Finlandia) | Medalla de oro     | Cuatro con timonel |
| 2000               | Zagreb (Croacia)    | Medalla de plata   | Cuatro con timonel |